# 사행방
사행방(司行方)은 중국의 사대기서(四大奇書) 중 하나인 《수호전》(水滸傳)에 등장하는 인물로, 방랍 휘하의 장수이다. 직책은 호국대장군 원수(護國大將軍 元帥)로 방랍의 대태자이자 남안왕(南安王)인 방천정(方天定)이 통치하는 항주를 수비하는 4명의 원수 중 한 명이다. 항주로 진격해 오는 양산박군을 덕청현에서 맞아 싸운다. 114, 115회에서 등장한다.

## 생애
사행방이 처음 등장하는 것은 양산박군이 숭덕현을 침공하고, 방천정을 궁에서 만나 협의를 벌였을 때이다. 세 방향에서 항주로 쳐들어오는 양산박군을 똑같이 세 방향으로 나뉘어 맞아들이게 되고, 사행방은 황애(黄愛), 서백(徐白), 미천(米泉), 설두남(薛斗南) 네명의 장수를 이끌고 덕청현 구원에 나서게 된다.
호연작이 이끄는 양산박군과 덕청현에서 격돌한 사행방은 남문 밖에서 뇌횡과 30여 합을 다투다 뇌횡을 베어 말에서 떨어뜨린다. 또 황애를 뒤쫓아온 공왕이 개울을 건너다가 말과 개울에 빠지자 아군 병사들의 창을 받아 전사시킨다. 그러나 이후 미천은 색초에게 베어지고, 황애와 서백은 양산박군 장수들에게 생포되고, 설두남은 난전 속에서 도주하며 방랍군은 궤멸하고 만다. 사행방은 패잔병들을 이끌고 항주를 향해 도주하지만, 도중에 노준의가 이끄는 군사와 부딪혀 싸우다가 물속으로 쫓겨 익사하고 만다.

## 같이 보기
- 수호전
- 방랍
- 석보
- 등원각
- 여천윤